# Tipula omega
Tipula omega är en tvåvingeart som beskrevs av De Jong 1994. Tipula omega ingår i släktet Tipula och familjen storharkrankar. Inga underarter finns listade i Catalogue of Life.